# Robert Wolke

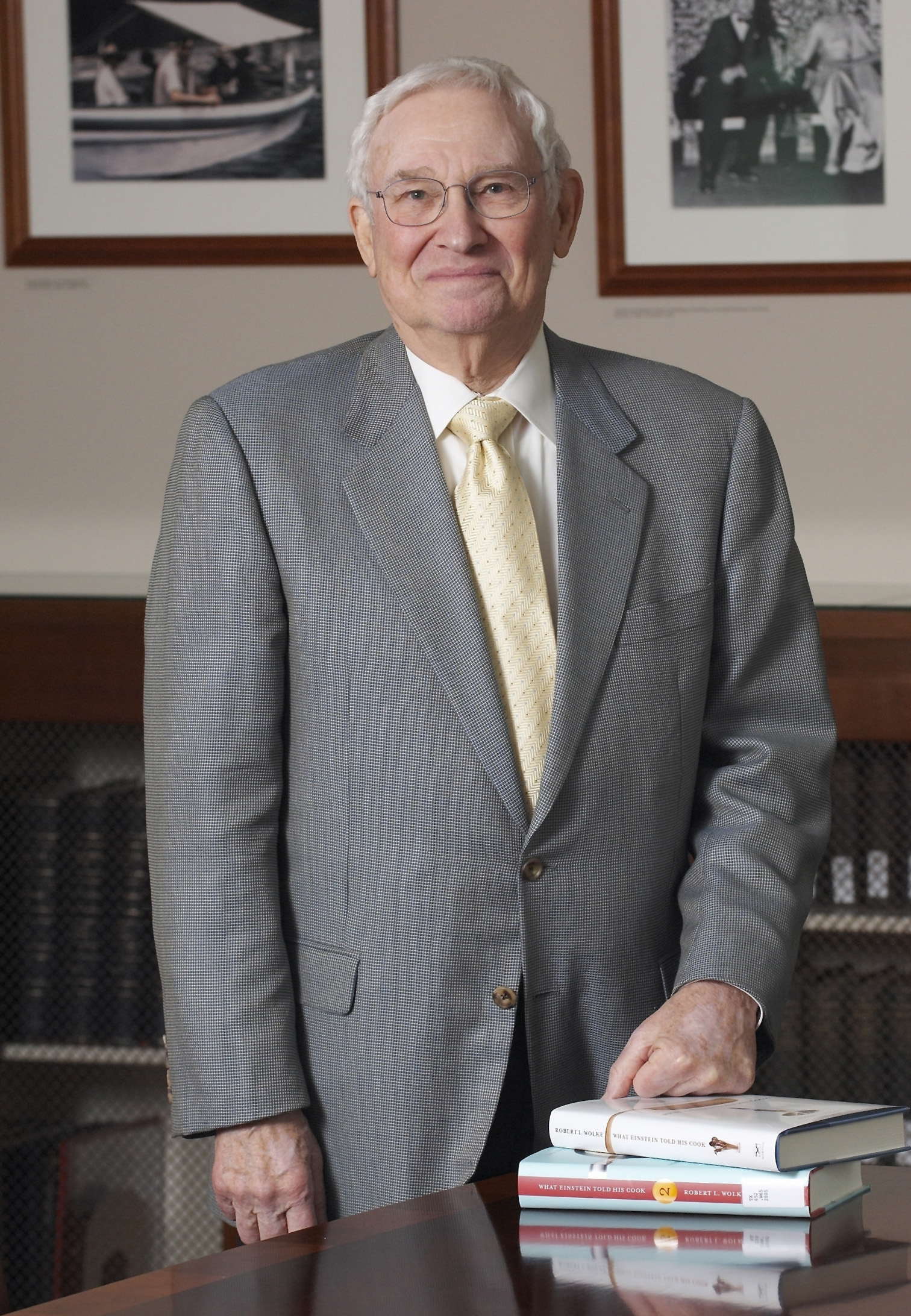
Robert Wolke beim 2006 Book and the Cook event der Chemical Heritage Foundation

Robert L. Wolke (* 2. April 1928 in New York; † 29. August 2021 in Pittsburgh) war ein US-amerikanischer Chemiker, Hochschullehrer an der University of Pittsburgh und Sachbuchautor, der vor allem durch die Sachbuchreihe „What Einstein...“ bekannt wurde.

## Leben
Wolke wurde am 2. April 1928 in New York geboren. Mit zwölf Jahren bekam er seinen ersten Chemiekasten. Er studierte Chemie an der renommierten Cornell University. Von 1960 bis 1990 war er Professor an der University of Pittsburgh, wo er Chemie lehrte. Von 1998 bis 2007 veröffentlichte er die Kolumne Food 101 in der Washington Post, aus der schließlich die Idee zu seinem ersten Sachbuch „Was Einstein seinem Koch erzählte“ entstand. Wolke versuchte in seinen Büchern, wissenschaftliche Phänomene des Alltags für Laien verständlich zu erklären.
Wolke war verheiratet und hatte eine Tochter, er lebte zuletzt in New Hampshire. Er starb am 29. August 2021 im Alter von 93 Jahren an den Folgen einer Alzheimer-Erkrankung.

## Werke
- Was Einstein seinem Koch erzählte (What Einstein told his Cook) (ISBN 3-492-24190-5 / Hörbuch: ISBN 3-8291-1396-X)
- Was Einstein seinem Frisör erzählte (What Einstein told his Barber) (ISBN 3-492-23746-0)
- Woher weiß die Seife, was der Schmutz ist? (What Einstein didn’t know) (ISBN 3-492-22952-2)
- Drei Sterne für Einstein & Co. (What Einstein told his Cook 2, The Sequel) (ISBN 3-492-04677-0)